# Innocence (album d'Antoine Tomé)
Pour les articles homonymes, voir Innocence.
Albums de Antoine Tomé
Les Chants du cœur
(1977) L'Amour titan
(1981)
Innocence est un album d'Antoine Tomé paru en 1979.

## Liste des titres
Tous les titres sont écrits, composés et arrangés par Antoine Tomé.
Face A
| No | Titre                                                              | Durée |
| -- | ------------------------------------------------------------------ | ----- |
| 1. | Innocence                                                          | 4:47  |
| 2. | Danse de printemps                                                 | 2:48  |
| 3. | Une négresse rentre du marché                                      | 5:11  |
| 4. | Le vent tourne, tourne en rond (dans le puits sans fond des jours) | 4:47  |

Face B
| No | Titre                   | Durée |
| -- | ----------------------- | ----- |
| 5. | Chanson pour les vignes | 4:05  |
| 6. | Mokeha                  | 4:12  |
| 7. | Gitana                  | 4:02  |
| 8. | Soleil                  | 4:08  |

## Personnel
- Antoine Tomé : guitare trois cordes, chant, sifflets (piste 5), percussions vocales/sifflets/mellotron (piste 8)
- A. Vechaut : piano (piste 8)
- Bernard Pierrot : luth (piste 2)
- Didier Lockwood : violon (pistes 1 et 7)
- Jean Peylet : saxophone alto (pistes 1 et 7), clarinette basse (piste 4), flûte (piste 5)
- Jean-François Gaël : flûte (pistes 2 et 4), guitare (pistes 4 et 7)
- Michel Saulnier: contrebasse (pistes 1 et 5)
- Patrice Caratini : contrebasse (pistes 2, 3, 4, 6, 7)
- Philippe Gumplowicz : guitare (pistes 1 et 5)
- P. Mata : tumba (piste 3)
- Tani : Voix féminine (pistes 2 et 5)
- Youval Micenmacher : batterie/percussions (piste 1), crotales/tambour (piste 2), balafon (piste 3), wood-block/surdo/tof (piste 5), surdo/derbouka (piste 6), batterie/claves (piste 7)